# Brandin Cooks
Brandin Cooks (* 25. September 1993 in Stockton, Kalifornien) ist ein US-amerikanischer American-Football-Spieler in der National Football League (NFL). Er spielt für die New Orleans Saints als Wide Receiver.

## College
Hieß es zunächst, Cooks werde für die University of California, Los Angeles (UCLA) antreten, entschied er sich schließlich für die Oregon State University. Für deren Team, die Beavers, spielte er von 2011 bis 2013, wobei er besonders in der letzten Saison überaus erfolgreich war. Er hatte maßgeblichen Anteil am Gewinn des Hawaii Bowls und hielt in diesem Jahr in der Pacific-12 Conference die Rekorde für die meisten Passfänge (128), die meisten gefangenen Yards (1730) sowie die meisten Touchdowns (16). Dafür wurde er als bester Wide Receiver im College Football mit dem Fred Biletnikoff Award ausgezeichnet.

## NFL

### New Orleans Saints
Brandin Cooks war der 1. Pick der Saints beim NFL Draft 2014. Er konnte als Rookie die hohen Erwartungen durchaus erfüllen, bevor er sich in der elften Woche den Daumen brach und so die Saison verletzungsbedingt vorzeitig beenden musste.
In der Saison 2015 gelangen ihm erstmals über 1000 Yards Raumgewinn durch Passfänge und er war mit 9 Touchdowns der erfolgreichste Scorer seines Teams. Auch 2016 konnte er sich erneut verbessern und 1.173 Yards erzielen.

### New England Patriots
Am 10. März 2017 kam es zu einem Tauschgeschäft (Trade) zwischen den Saints und den New England Patriots: Cooks und ein Viertrundenpick gegen einen Erst- und Drittrundenpick im Draft 2017.
Nach der Regular Season 2017 erreichte Cooks mit den Patriots die Play-offs, wurde in deren Verlauf Meister der AFC und zog erstmals in den Super Bowl (LII) ein.

### Los Angeles Rams
Am 3. April 2018 tauschten die Los Angeles Rams ihren Erst- und Sechstrundenpick im NFL Draft 2018 gegen Cooks und einen Viertrundenpick der Patriots. Cooks verließ die Patriots also nach nur einer Saison und sollte bei den Rams den abgegangenen Wide Receiver Sammy Watkins ersetzen.

### Houston Texans
Am 9. April 2020 einigten sich die Rams mit den Houston Texans auf einen Trade von Cooks und einem Viertrundenpick 2022 gegen den Zweitrundenpick der Texans im Draft 2020. Im April 2022 unterschrieb Cooks eine Vertragsverlängerung um zwei Jahre im Wert von 39,6 Millionen US-Dollar in Houston.

### Dallas Cowboys
Am 19. März 2023 gaben die Texans Cooks im Austausch gegen einen Fünftrundenpick 2023 und einen Sechstrundenpick 2024 an die Dallas Cowboys ab.

### Rückkehr zu den Saints
Im März 2025 unterschrieb Cooks einen Zweijahresvertrag bei den New Orleans Saints und kehrte damit nach acht Jahren zu seinem ersten NFL-Team zurück.

## NFL-Statistik
| 2014            | New Orleans Saints   | 10  | 7   | 53  | 550  | 10,4 | 50T | 3  | 7  | 73  | 10,4 | 28 | 1 | 10 | 35 | 3,5 | 15 | 0 | 1 | 0 |
| 2015            | New Orleans Saints   | 16  | 12  | 84  | 1138 | 13,5 | 71T | 9  | 8  | 18  | 2,3  | 11 | 0 | 2  | 12 | 6,0 | 6  | 0 | 1 | 0 |
| 2016            | New Orleans Saints   | 16  | 12  | 78  | 1173 | 15,0 | 98T | 8  | 6  | 30  | 5,0  | 11 | 0 | 1  | 2  | 2,0 | 2  | 0 | 1 | 0 |
| 2017            | New England Patriots | 16  | 15  | 65  | 1082 | 16,6 | 64T | 7  | 9  | 40  | 4,4  | 13 | 0 | –  | –  | –   | –  | – | 0 | 0 |
| 2018            | Los Angeles Rams     | 16  | 16  | 80  | 1204 | 15,1 | 57  | 5  | 10 | 68  | 6,8  | 17 | 1 | –  | –  | –   | –  | – | 1 | 0 |
| 2019            | Los Angeles Rams     | 14  | 14  | 42  | 583  | 13,9 | 57  | 2  | 6  | 52  | 8,7  | 27 | 0 | –  | –  | –   | –  | – | 1 | 0 |
| 2020            | Houston Texans       | 15  | 15  | 81  | 1150 | 14,2 | 57  | 6  | –  | –   | –    | –  | – | –  | –  | –   | –  | – | 0 | 0 |
| 2021            | Houston Texans       | 16  | 16  | 90  | 1037 | 11,5 | 52  | 6  | 2  | 21  | 10,5 | 16 | 0 | –  | –  | –   | –  | – | 0 | 0 |
| 2022            | Houston Texans       | 13  | 13  | 57  | 699  | 12,3 | 44  | 3  | 2  | 7   | 3,5  | 5  | 0 | –  | –  | –   | –  | – | 0 | 0 |
| 2023            | Dallas Cowboys       | 16  | 15  | 54  | 657  | 12,2 | 37  | 8  | 5  | 35  | 7,0  | 14 | 0 | –  | –  | –   | –  | – | 0 | 0 |
| 2024            | Dallas Cowboys       | 10  | 9   | 26  | 259  | 10,0 | 29  | 3  | 3  | −3  | −1   | 5  | 0 | –  | –  | –   | –  | – | 0 | 0 |
| Gesamt          | Gesamt               | 158 | 144 | 710 | 9532 | 13,4 | 98  | 60 | 58 | 341 | 5,9  | 28 | 2 | 13 | 49 | 3,8 | 15 | 0 | 4 | 0 |
| Quelle: NFL.com |                      |     |     |     |      |      |     |    |    |     |      |    |   |    |    |     |    |   |   |   |